# Idiostolidae
Idiostolidae Scudder, 1962, è una piccola famiglia di insetti Pentatomomorfi dell'ordine Rhynchota Heteroptera, superfamiglia Idiostoloidea, comprendente quattro specie presenti nell'emisfero australe.

## Descrizione e biologia
Gli Idiostolidae hanno corpo di medie dimensioni, dal profilo oblungo-ovoidale. Il capo ha antenne e rostro composti da 4 segmenti ed è provvisto di ocelli. Le emielitre hanno il corio percorso da numerose nervature longitudinali e la membrana con quattro sole nervature. L'addome ha gli stigmi in posizione ventrale ed è provvisto di numerosi tricobotri sugli urosterniti III-VII. Le femmine sono sprovviste di spermateca.
La biologia di questi insetti è praticamente sconosciuta; si sa che sono associati agli alberi del genere Nothofagus, ma non ci sono informazioni sul loro regime alimentare. Si ipotizza che siano fitofagi, tuttavia non ci sono conferme a tale ipotesi e la stessa morfologia non offre sufficienti indizi.

## Distribuzione
Gli Idiostolidae hanno un areale alquanto ristretto e si rinvengono nelle regioni temperate fresche del Sudamerica (Cile e Argentina) e dell'Australia (Tasmania, Nuovo Galles del Sud e Victoria).

## Sistematica
La famiglia si suddivide in tre generi comprendenti complessivamente quattro specie, di cui tre australiane e una sudamericana:
- Idiostolus  insularis. È l'unica specie americana, associata a piante del genere Nothofagus in Cile e Argentina.
- Monteithocoris hirsutus. Endemica della Tasmania.
- Trisecus armatus. Presente nelle regioni montane del Nuovo Galles del Sud.
- Trisecus pictus. Presente nelle regioni montane della Tasmania, del Nuovo Galles del Sud e dello stato di Victoria.